# معاملة المثليين في تنزانيا
يواجه الأشخاص من المثليين والمثليات ومزدوجي التوجه الجنسي والمتحولين جنسياً (اختصاراً: LGBT) في تنزانيا تحديات قانونية واجتماعية لا يواجهها غيرهم من المغايرين جنسيا. يعتبر النشاط الجنسي المثلي بين الرجال وبين النساء غير قانوني في تنزانيا، ويعاقب عليها بالسجن مدى الحياة. كما ويعاقب القانون أيضا العلاقات الجنسية المغايرة والذين ينخرطون في ممارسة الجنس الفموي، الشرجي وممارسة العادة السرية. وتعتبر المثلية الجنسية في تنزانيا موضوعا من التابوهات اجتماعيا،
ووفقا لاستطلاع مركز بيو للأبحاث في عام 2007، اعتقد 95% من سكان تنزانيا بأن المثلية الجنسية طريقة للحياة ينبغي على المجتمع بأن لا يتقبلها، وكانت سابع أعلى معدل من عدم القبول في 45 دولة شملها الاستطلاع. قبل الاستعمار وانتشار المسيحية والإسلام في تنزانيا، كان قبول المثلية الجنسية والمثليين وقبول الأفعال الجنسية المثلية شائعا بين العديد من الجماعات العرقية التنزانية، بما في ذلك السواحليون، وشعب الماساي، وشعب كوريا، من بين أخرين.
في السنوات الأخيرة، أصبحت تنزانيا معادية بشكل خاص للأشخاص من مجتمع المثليين. في أكتوبر 2017، قامت بترحيل العديد من مجموعات فيروس نقص المناعة البشرية/الإيدز على أساس «تعزيز المثليين الجنسية» (يوجد في تنزانيا معدل مرتفع لفيروس نقص المناعة البشرية/الإيدز ويقال إن هناك مليون شخص مصاب). كما لجأت الحكومة بشكل متزايد إلى خطاب معاداة المثليين، معتقدة خطأ أن المثلية الجنسية «غير أفريقية». في عام 2018، تم الإعلان عن «مطاردة عنيفة» ضد مثليي الجنس في دار السلام، حيث أجبر المثليون على تحمل اختبارات شرجية والتعذيب. تتمتع تنزانيا بسجل سيء في مجال حقوق الإنسان. احترام الحكومة لحرية التعبير وحرية التجمع آخذ في الانخفاض.

## تاريخ
قبل الاستعمار، قبلت مختلف الجماعات العرقية التنزانية المثلية الجنسية أو نظرت إليها بلا مبالاة.
كان لدى السواحليين تقاليد قبول نحو المثلية الجنسية. يُعرف المثليون جنسياً باسم «شوغا» (باللغة السواحيلية:shoga) (الجمع: ماشوغا "mashoga")، وكان لهم تاريخياً أدوار اجتماعية معينة، مثل التطبيل وتشغيل الموسيقى في حفلات الزواج وغيرها من المهرجانات. استخدمت كلمة شوغا من قبل النساء للإشارة إلى «الأصدقاء». بمرور الوقت، تحولت علاقات الشوغا إلى علاقات اقتصادية، حيث يتقاضى الشباب الأكثر فقراً من قبل كبار السن أغنى (باشا "basha"، الجمع: ماباشا "mabasha") للعلاقات الجنسية. اجتماعيا، كان ماشوغا فقط بعتبرون «مثليي الجنس»، وعادة ما يكون لدى ماباشا زوجة.
وكانت العلاقات المثلية بين النساء شائعة أيضا في المجتمع السواحيلي. مثليات الجنس (المعروفات باسم «مساغاجي» "msagaji" أو «مساغو» "msago" (الجمع: «واساغاجي» "wasagaji" أو «ميساغو» "misago")، حرفيا «الطاحنات») أيضا أدوار اجتماعية معينة، بما في ذلك القيام بالمهام المرتبطة عادة بالرجال. وعلى غرار علاقات شوغا، تم تحديد علاقات مساغاجي أيضا لأغراض اقتصادية، على الرغم أقل من ذلك. كان الشريك الأكبر سناً («ماما» mama الجمع: «موانا» "mwana") أكثر ثراءً ومنطبقة اجتماعية أعلى. كان يُنظر إلى النساء اللائي قاومن الزواج وكن مهتمات بالتعليم والمهن على أنهما واساغاجي، بغض النظر عن توجههم الجنسي الفعلي. جماعيا، كان مثليو الجنس يسمون «مكي-سي-مومي» "mke-si-mume" (حرفيا امرأة، وليس رجل).
بين شعب الماساي، كانت تقاليد إرتداء الملابس المغايرة شائعة وعادة ما يتم تنفيذها في الطقوس. خلال طقوس البدء، غالبًا ما يرتدي شبان الماساي ملابس النساء ويلبسن «سوروتيا» "surutya" (وهي حلقات الأذن التي ترتديها النساء لإظهار أنهن متزوجات) وغيرها من الملابس النسائية.
بين شعب كوريا، كانت حالات زواج المثليين بين النساء، وما زالت، إلى حد ما، شائعة إلى حد ما. على الرغم من أن هذه الزيجات لا تُعتبر الآن «مثلية»، إلا أنها تتم لأغراض اقتصادية ودبلوماسية، مثل عندما لا يكون للعائلة ابن.
اختفى القبول المجتمعي والتسامح حول المثلية الجنسية والعلاقات المثلية بسرعة بعد وصول الأوروبيين. تم سن القوانين التي تعاقب المثلية الجنسية، وبمرور الوقت أصبحت معاداة المثليين راسخة بعمق لدى السكان. في عام 2015، ناقش أديبيسي أديمولا أليمي، وهو محاضر في جامعة هومبولت في برلين، هذا الخوف المنتشر ليس فقط في تنزانيا، ولكن في إفريقيا ككل:

## قانونية النشاط الجنسي المثلي
في جميع أنحاء تنزانيا، تعتبر الأفعال الجنسية بين الرجال غير قانونية وتحمل عقوبة السجن مدى الحياة. لم يتم ذكر الأفعال الجنسية بين النساء على وجه التحديد في القانون التنزاني من البر الرئيسي. تحظر منطقة زنجبار التي تتمتع بحكم شبه ذاتي الأفعال الجنسية المثلية بين النساء مع عقوبة أقصاها السجن خمس سنوات أو غرامة قدرها 500000 شيلينغ تانزاني. يعتبر الجنس الفموي والجنس الشرجي بين المغايرين جنسيا أيضا غير قانوني.

### البر الرئيسى التنزاني
ينص قانون العقوبات التنزاني لعام 1945 (بصيغته المنقحة بموجب قانون الأحكام الخاصة بالجرائم الجنسية 1998) على ما يلي:
* القسم 138أ. أعمال الفحش الجسيم بين الأشخاص.

أي شخص يرتكب جرمًا ويكون مسؤولًا عن إدانته، في ارتكاب أي من الجرائم العامة أو الخاصة، أو طرفًا في ارتكاب أي شخص أو ارتكابه أو محاولاته لارتكاب أي فحش جسيم مع شخص آخر. إلى السجن لمدة لا تقل عن سنة ولا تزيد عن خمس سنوات أو بغرامة لا تقل عن مائة ألف ولا تزيد على ثلاثمائة ألف شيلينغ تنزاني؛ باستثناء أنه عندما يُرتكب الجرم شخص يبلغ من العمر ثمانية عشر عامًا فيما يتعلق بأي شخص دون الثامنة عشرة من العمر، أو تلميذ في مدرسة ابتدائية أو طالب في المدرسة الثانوية، يكون الجاني مسؤولاً عن إدانته بالسجن لمدة مدة لا تقل عن عشر سنوات، مع العقوبة البدنية،
وفقًا للجزء الأول (3) من قانون الأحكام الخاصة بالجرائم الجنسية 1998، فإن «الفحش الجسيم» في القسم 138أ «يعني أي فعل جنسي يكون أكثر من المعتاد ولكنه يفتقر إلى الجماع الفعلي وقد يشمل العادة السرية والاتصال الجسدي غير اللائق أو السلوك غير اللائق دون أي اتصال جسدي».
* القسم 154. المخالفات غير الطبيعية.
(1) أي شخص -
(أ) لديه معرفة جسدية من أي شخص ضد نظام الطبيعة؛ أو::.
(ج) يسمح للشخص الذكر أن يكون لديه علم جسدي به أو بها ضد نظام الطبيعة، يرتكب جريمة، ويكون عرضة للسجن مدى الحياة وعلى أي حال إلى السجن لمدة لا تقل عن ثلاثين سنة.
(2) في حالة ارتكاب الجريمة المنصوص عليها في البند الفرعي (1) من هذا القسم لطفل دون سن العاشرة، يُحكم على الجاني بالسجن مدى الحياة.
- المادة 155. محاولة ارتكاب جرائم غير طبيعية.

أي شخص يحاول ارتكاب أي من الجرائم المحددة بموجب المادة 154 يرتكب جريمة ويعاقب بالسجن لمدة لا تقل عن عشرين سنة عند إدانته.
- القسم 157. الممارسات غير اللائقة بين الذكور.

أي شخص ذكر، في القطاع العام أو الخاص -
(أ) يرتكب أي فحش جسيم مع ذكر آخر، أو::(ب) يشتري شخصًا آخر من الذكور لارتكاب أي فحش جسيم معه، أو::(ج) محاولات الحصول على ذكر لارتكاب فحش جسيم له،
مذنب بارتكاب جريمة ويمكن الحكم عليه بالسجن لمدة خمس سنوات.

### زنجبار
ينص قانون العقوبات في زنجبار 1934، بصيغته المعدلة في عام 2004، على ما يلي:
* القسم 132.
(1) أي شخص يدرك جسديا أن أي ولد مذنب بارتكاب جرم، ويكون عند إدانته عرضة للسجن مدى الحياة.
(2) أي شخص يحاول معرفة جسدية بأي ولد يكون مذنباً بارتكاب جريمة ويكون عند الإدانة عرضة للسجن لمدة لا تقل عن خمس وعشرين سنة.
- المادة 150.

أي شخص:
(أ) لديه معرفة جسدية من أي شخص ضد نظام الطبيعة؛ أو::...
(ج) يسمح للشخص الذكر أن يكون لديه علم جسدي به أو بها ضد نظام الطبيعة؛
مذنب بارتكاب جناية، ويُحكم عليه بالسجن لمدة لا تتجاوز 14 عامًا.
- المادة 151.

أي شخص يحاول ارتكاب أي من الجرائم المحددة في المادة 150 مذنب بارتكاب جناية، ويكون عرضة للسجن لمدة لا تتجاوز سبع سنوات.
- المادة 152.

أي شخص يعتدي على طفل بطريقة غير قانونية وغير لائقة هو مذنب بارتكاب جناية، ويكون عرضة للسجن لمدة لا تقل عن خمسة وعشرين عامًا.
- المادة 153.

أي امرأة ترتكب فعلاً مثليا مع امرأة أخرى، سواء كانت تقوم بدور موجب أو سالب، تكون مذنبة بارتكاب جرم وتكون عرضة للإدانة بالسجن لمدة لا تتجاوز خمس سنوات أو بغرامة لا تتجاوز خمسمائة ألف شيلينغ تنزاني.
- المادة 154.

أي شخص يرتكب جرمًا ويكون مسؤولًا عن إدانته، في ارتكاب أي من الجرائم العامة أو الخاصة، أو طرفًا في ارتكاب أي شخص أو ارتكابه أو محاولاته لارتكاب أي فحش جسيم مع شخص آخر إلى السجن لمدة لا تتجاوز خمس سنوات أو بغرامة لا تتجاوز مائتي ألف شيلينغ؛ باستثناء أنه في حالة ارتكاب الجريمة من قبل شخص يبلغ من العمر ثمانية عشر عامًا أو أكثر فيما يتعلق بأي شخص يقل عمره عن 18 عامًا، يكون الجاني مسؤولًا عند إدانته بالسجن لمدة لا تقل عن عشر سنوات، مع عقوبة بدنية، ويطلب أيضًا دفع تعويض بمبلغ تحدده المحكمة للشخص الذي ارتكبت الجريمة بشأن أي إصابات جسدية أو نفسية له.
وفقًا للمادة 4، فإن «الفحش الجسيم» يعني «أي فعل جنسي يكون أقل من الجماع الفعلي وقد يشمل الاستمناء والاتصال الجسدي أو السلوك غير اللائق دون أي اتصال جسدي.»

- المادة 158.

أي شخص:
(أ) أدخل أو رتب اتحادا، سواء بلغ الزواج أم لا، مع شخص من نفس الجنس؛
(ب) الاحتفال [بالاتحاد] مع شخص آخر من نفس الجنس، سواء بلغ الزواج أم لا؛ [أو]
(ج) يعيش كزوج وزوجة [مع] شخص آخر من نفس الجنس؛
يكون مذنبا بارتكاب جريمة ويعاقب بالإدانة بالسجن لمدة لا تتجاوز سبع سنوات.

## الاعتراف القانوني بالعلاقات المثلية
لا تعترف إريتريا بالأزواج والشركاء المثليين. لا على شكل زواج المثليين أو الاتحادات المدنية

## التبني وتنظيم الأسرة
يكون الزوجان مؤهلين لتبني طفل بشكل مشترك فقط إذا كان الزوجان متزوجين. لا يجوز للرجل تبني طفلة كمقدم طلب وحيد إلا إذا «اقتنعت المحكمة بوجود ظروف خاصة تبرر اتخاذ أمر بالتبني كتدبير استثنائي». لا توجد قيود خاصة على الأنثى التي تتبنى طفلاً ذكراً كمقدمة طلب وحيدة. يحق للمقيم التنزاني الذي لا يقل عمره عن 25 عامًا تبني طفل. لا يُمنع الأفراد من مجتمع المثليين بشكل خاص من التبني. «الطفل» يعني أي شخص يقل عمره عن 21 عامًا ولم يتزوج مطلقًا.

## الحماية من التمييز
لا توجد حماية ضد التمييز على أساس التوجه الجنسي والهوية الجندرية.

## ظروف الحياة
لا توجد حانات مثلية، على الرغم من وجود بعض الأماكن التي يجتمع فيها الرجال المثليون. مثليات الجنس أقل حضورا من الرجال المثليين.
في عام 2003، احتج أكثر من 300 من التنزانيين ضد وصول مجموعة سياحية للمثليين. في عام 2004، بدأت العديد من الجماعات الإسلامية في زنجبار محاولة لتطهير الأمة من الأنشطة التي اعتبرتها شريرة، بما في ذلك المثلية الجنسية. تم تعديل القانون في زنجبار الذي يجرم انشاط الجنسية لفرض عقوبات أشد على تلك الأنشطة.
في أكتوبر 2017، قامت الحكومة بترحيل مجموعات فيروس نقص المناعة البشرية/الإيدز بسبب «تشجيع المثلية الجنسية».
في نوفمبر 2018، أعلن بول ماكوندا، المفوض الإقليمي لدار السلام، أن لجنة خاصة ستسعى إلى تحديد ومعاقبة مثليي الجنس والبغايا والمحتالين عبر الإنترنت في المدينة. وقد تم تشكيل لجنة مؤلفة من 17 شخصًا تتألف من الشرطة والمحامين والأطباء للتعرف على المثليين جنسياً. ستقوم اللجنة بالبحث على شبكة الإنترنت لتحديد مقاطع الفيديو التي تضم أشخاصًا يفترض أنهم مثليون جنسياً ذكرت وزارة الخارجية أن الحملة المزمعة لم تحظ بدعم الحكومة. ألغت الدنمارك، واحدة من أكبر مقدمي المساعدات في تنزانيا، 65 مليون كرونة دنماركية (7.5 مليون جنيه إسترليني؛ 9.8 مليون دولار أمريكي) من برنامج المساعدات.

## الضغط الدولي على تنزانيا

### تقارير حقوق الإنسان من وزارة الخارجية الأمريكية
وجد تقرير حقوق الإنسان وزارة الخارجية الأمريكية لعام 2013 أن:
في 19 يونيو، [2013،] أصدرت هيومن رايتس ووتش واستيقظ وائتلاف الخطوة للأمام تقريرًا ... [تضمن] عدة مزاعم مفصلة حول [تعذيب] وإساءة معاملة أفراد [المثليين] أثناء احتجازهم لدى الشرطة. على سبيل المثال... شاب مثلي الجنس يبلغ من العمر 19 عامًا تم اعتقاله بعد مغادرته ملهى ليلي في مبيا... ذكرت أن الشرطة قامت باغتصابه وضربه على باطن قدميه بالعصا والأسلاك الكهربائية وأنابيب المياه. ... السلوك الجنسي المثلي بالتراضي غير قانوني في البر الرئيسي وفي زنجبار. في البر الرئيسي، يعاقب على أفعال «الفحش الجسيم» بين الأشخاص المثليين بالسجن لمدة تصل إلى خمس سنوات. يشير القانون إلى السلوك الجنسي المثلي باعتباره «جريمة غير طبيعية» ويحكم عليه بالسجن لمدة 30 عامًا. ينص قانون زنجبار على عقوبة تصل إلى 14 سنة في السجن للرجال الذين يمارسون النشاط الجنسي المثلي وخمس سنوات للنساء. عبء الإثبات في مثل هذه الحالات كبير. وفقًا لتقرير حديث هيومن رايتس ووتش... نادراً ما كان [الموقوفون] المثليون جنسياً [...]. يعتقلون إذ ما تكون عادة ... ذريعة للشرطة لجمع الرشاوى أو إكراه الجنس من الأشخاص المستضعفين. ومع ذلك، كشفت [اللجنة التنزانية لحقوق الإنسان والحكم الصالح] ... لعام 2011 عن زيارات السجن إلى أن «الجرائم غير الطبيعية» كانت من بين الأسباب الأكثر شيوعًا لاحتجاز القاصرين قبل المحاكمة. في الماضي [،] اتهمت المحاكم ... الأفراد المشتبه في ممارسة الجنس المثلي بالتسكع أو الدعارة. واجه الأشخاص المثليون التمييز المجتمعي الذي حد من حصولهم على الرعاية الصحية والسكن والعمل. كما تم حرمان هذه المجموعة من الرعاية الصحية مثل الوصول إلى المعلومات حول فيروس نقص المناعة البشرية. لم تبذل جهود حكومية معروفة لمكافحة هذا التمييز.